# Cerapteryx albiceps
Cerapteryx albiceps là một loài bướm đêm trong họ Noctuidae.